# تورتیلا ذرت
تورتیلا ذرت نوعی نان تخت نازک و بدون خمیرمایه است که بومی مکزیک و آمریکای مرکزی بوده و از هومینی تهیه می‌شود، یعنی تمام دانه‌های ذرت برای پخت این نان استفاده می‌شود. خمیر ساده‌ای از هومینی آسیاب شده، نمک و آب درست می‌شود، سپس به صورت صفحه‌های مسطح در می‌آید و روی سطحی بسیار داغ پخته می‌شود.
نان تخت مشابهی در آمریکای جنوبی، به نام آره‌پا (با ذرت آسیاب شده، نه هومینی، و به‌طور معمول بسیار ضخیم‌تر از تورتیلا) درست می‌شود که مربوط به قبل از ورود اروپایی‌ها به آمریکا است و اسپانیایی‌ها آن را تورتیلا می‌نامند، زیرا شباهت آن به کیک‌ها و املت‌های گرد و بدون خمیر سنتی اسپانیایی است. آزتک‌ها و دیگر ناواتل زبانان، تورتیلا را تلکس کالی می‌نامند.
دانه‌های ذرت به‌طور طبیعی بسته به نوع ذرت در رنگ‌های مختلفی وجود دارد: از سفید کم رنگ گرفته تا زرد، قرمز و بنفش مایل به آبی. به همین ترتیب، آرد ذرت و تورتیلاهای ساخته شده از آن ممکن است رنگ مشابهی داشته باشند. با این حال، تورتیلاهای سفید و زرد بسیار رایج‌ترین هستند. در مکزیک، سه رنگ خمیر ذرت برای تهیه تورتیلا وجود دارد: ذرت سفید، ذرت زرد و ذرت آبی (که به آن ذرت سیاه نیز گفته می‌شود). تورتیلا یک غذای رایج در مکزیک، گواتمالا، بلیز، السالوادور، هندوراس، نیکاراگوئه و کاستاریکا است.

## تاریخچه

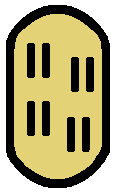
این نقاشی بازسازی تورتیلای ذرت است که در دفترنامه مندوزا یافت شده است

تورتیلای ذرت اولین بار در دوران ماقبل تاریخ در مکزیک درست شد. از آن زمان به عنوان یک کربوهیدرات اصلی در فرهنگ‌های آمریکای شمالی و آمریکای مزوامریکایی تبدیل شده است. قبل از آن، تورتیلای آرد گندم در همه این گونه فرهنگ‌ها وجود داشت. این به این دلیل است که گندم جهان قدیم قبل از استعمار اروپا نه شناخته شده بود و نه در قاره آمریکا رشد می‌کرد.
در زمان آزتک‌ها دو یا سه تورتیلا ذرت با هر وعده غذایی می‌خوردند، یا ساده یا آغشته به سس موله یا فلفل چیلی و سس آب. تورتیلاها در بازارهای آزتک پر از گوشت بوقلمون، تخم بوقلمون، لوبیا، عسل، کدو، گلابی خاردار و انواع مختلف فلفل چیلی فروخته می‌شدند.

## آماده‌سازی

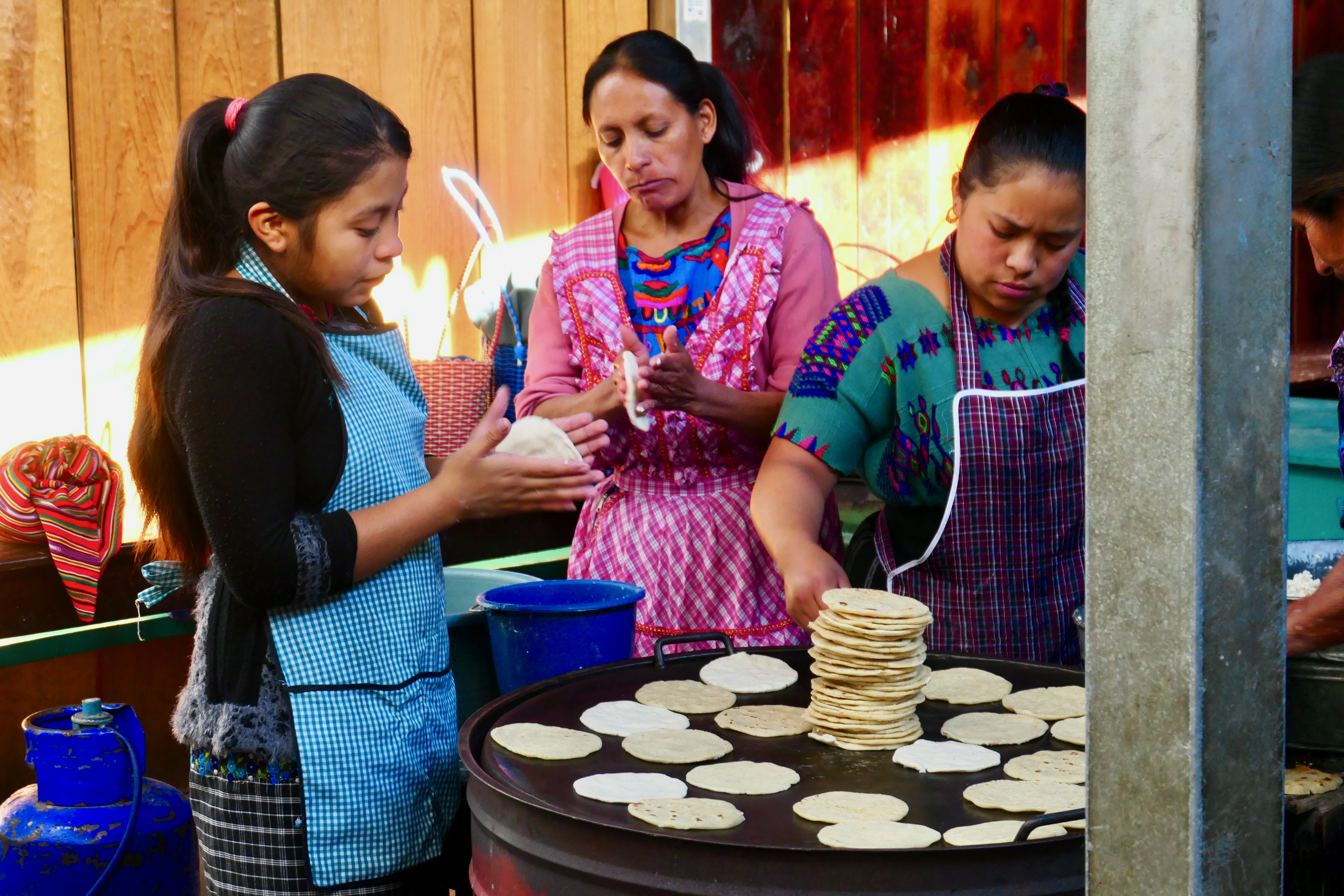
تهیه تورتیلا در چیچیکاستنانگو، گواتمالا.

تورتیلا از پختن ذرت در آب آهک در فرآیندی خاص ساخته می‌شود، که باعث می‌شود پوست دانه‌های ذرت کنده شود (مواد زائد معمولاً به طیور داده می‌شود)، سپس آن را آسیاب کرده و به خمیری به نام ماسا تبدیل می‌کنند، آن را صاف می‌کنند و با فشار دادن با دست به صورت ورقه‌ای نازک روی کومال می‌پزند. کومال داغ (در اصل یک توری تخت سفالی است که اکنون معمولاً از ورق فلزی سبک ساخته می‌شود). خیساندن ذرت در آب آهک مهم است زیرا ویتامین B نیاسین و اسید آمینه تریپتوفان را در دسترس قرار می‌دهد. هنگامی که ذرت از دنیای جدید به اروپا، آفریقا و آسیا آورده شد، این گام مهم اغلب حذف می‌شد. کسانی که رژیم غذایی آنها بیشتر از پودر ذرت تشکیل شده بود اغلب بیمار می‌شدند - به دلیل کمبود نیاسین و تریپتوفان - بیماری کمبود پلاگر که در اسپانیا، شمال ایتالیا و جنوب ایالات متحده رایج بود.

## مصارف آشپزی
تورتیلاهای ذرت اساس بسیاری از غذاهای سنتی مکزیکی مانند تاکو، توستادا، انچیلادا، فلاتاس، کیسدیا، چیلاکیولز و سوپ تورتیلا هستند. تورتیلاهای ذرت گرم نیز اغلب همراه خورش، سوپ، گوشت کبابی و سایر غذاها سرو می‌شود. در مقابل، تورتیلاهای آرد گندم اغلب برای بوریتو و کیسدیا، به ویژه در ایالات متحده استفاده می‌شود. تورتیلاهای ذرت نیز ممکن است سرخ شوند تا چیپس ترتیلای ترد درست شود. اینها اغلب نمک زده می‌شوند و می‌توانند به تنهایی یا همراه با سالساها و دیپ‌های مختلف مانند گوآکاموله مصرف شوند. چیپس تورتیلا یک عنصر کلیدی در ناچوز است.

## نگارخانه

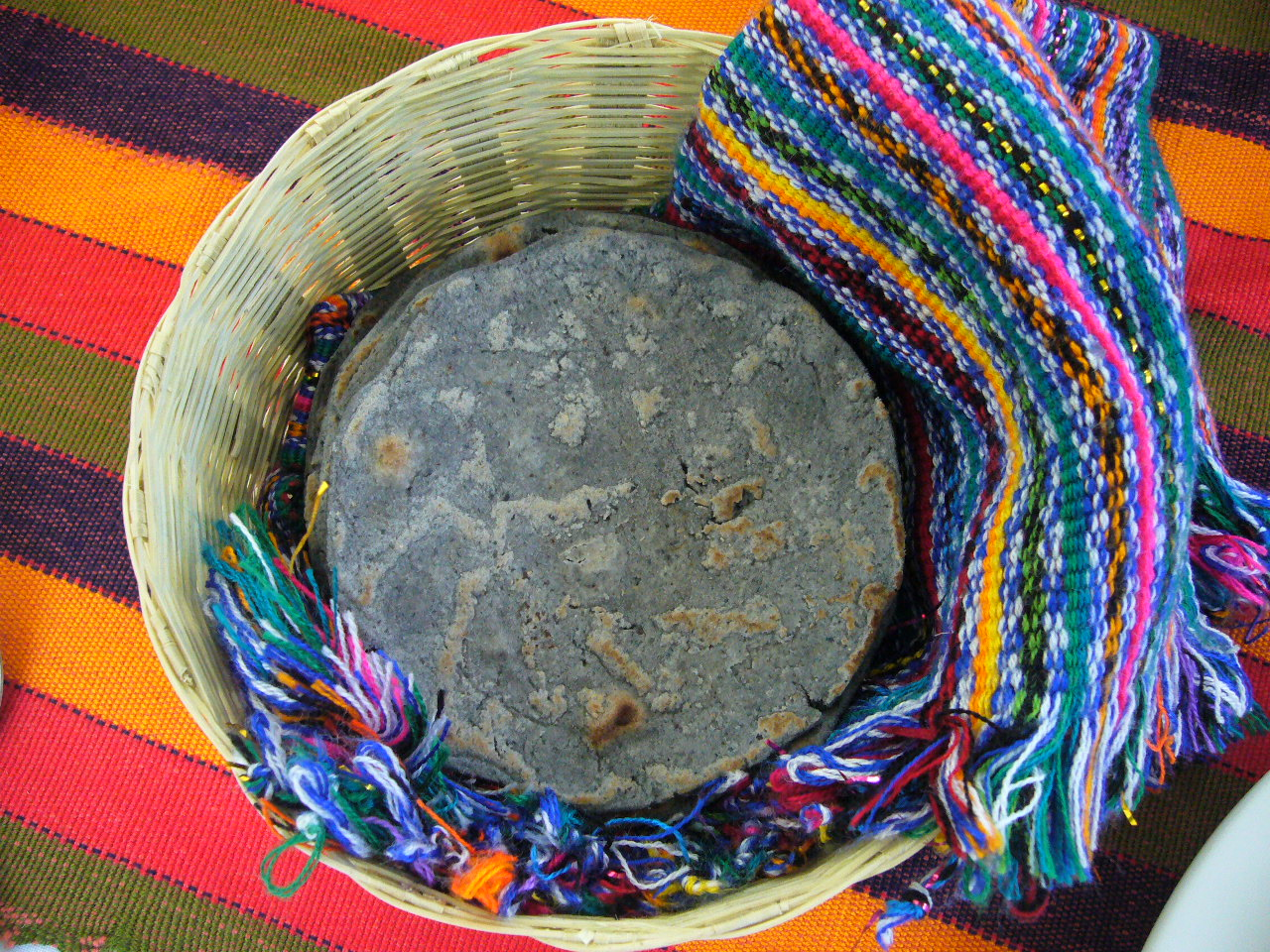
تورتیلا ذرت آبی
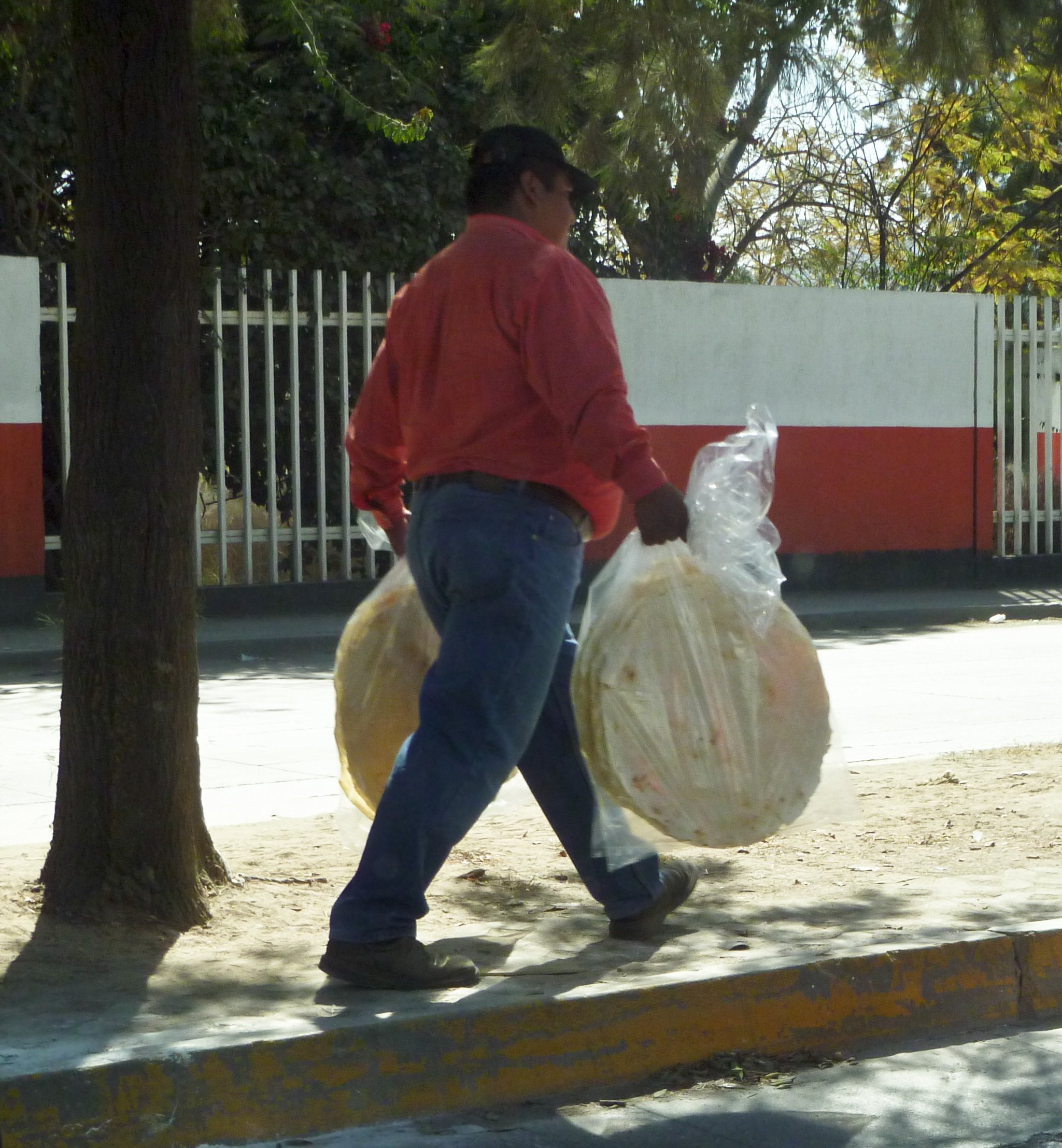
تورتیلاهای بزرگ برشته شده برای تهیه تالایودا استفاده می‌شود که توسط یک فروشنده خیابانی در اواکساکا به فروش می‌رسد.
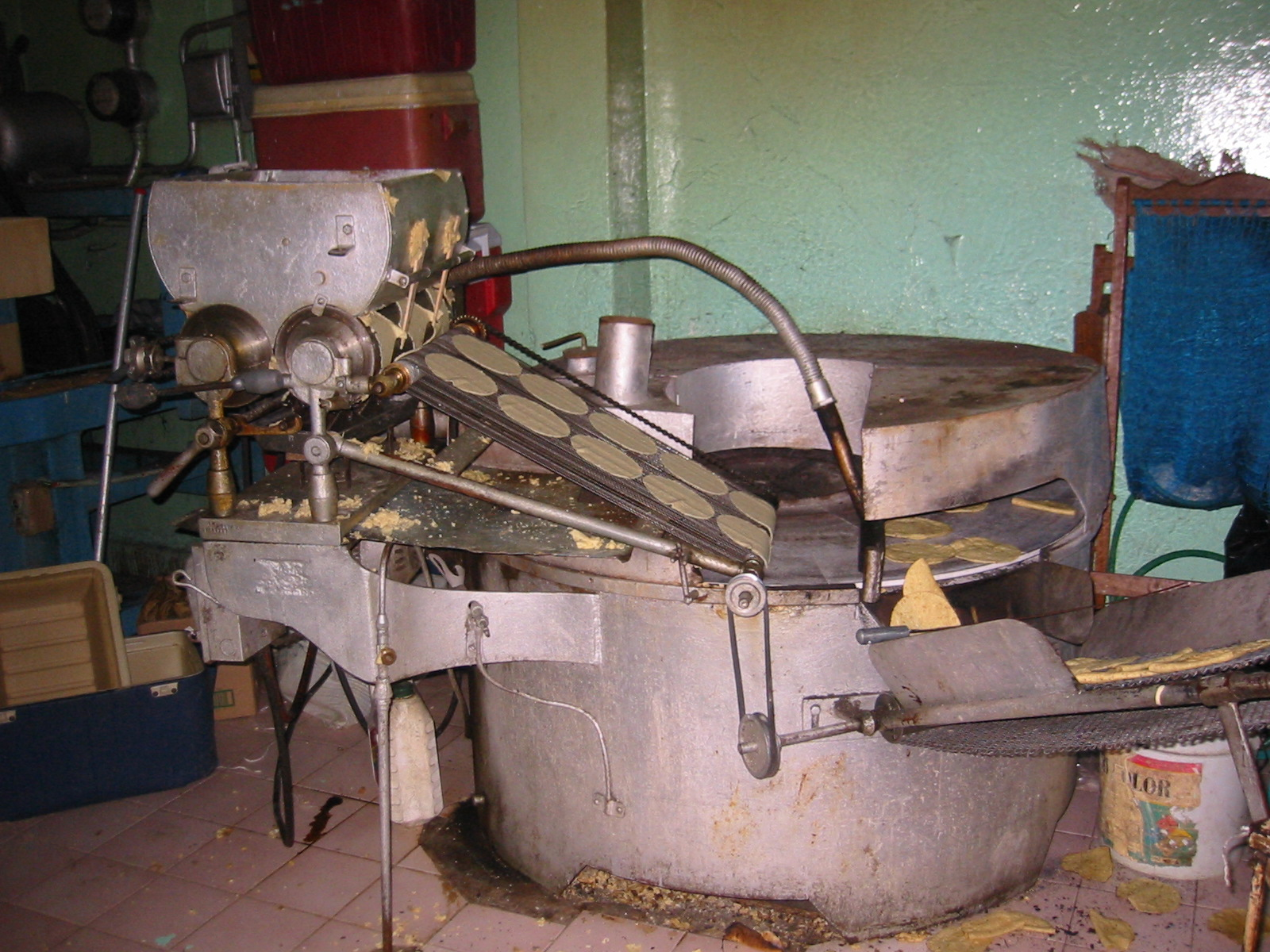
دستگاه پخت تورتیلا اتوماتیک
- ماشین آلات ساخت تورتیلا ذرت در مکزیکو سیتی
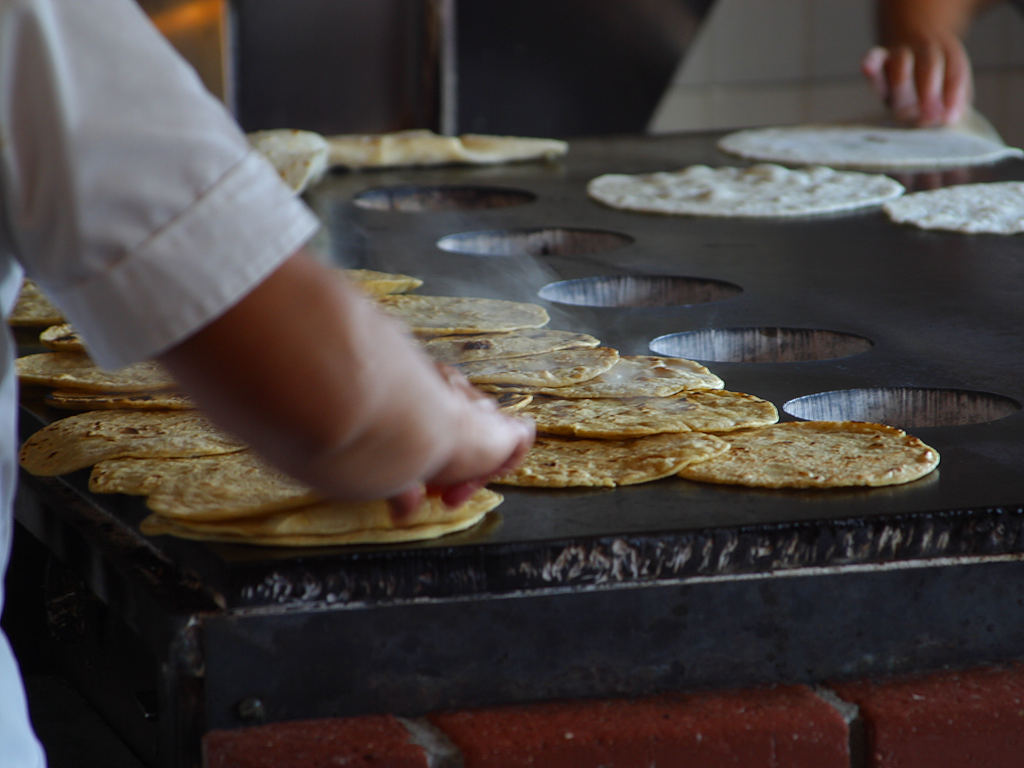
تورتیلایی که در شهر قدیمی سن دیگو ساخته می‌شود